# .ye
.ye es el dominio de nivel superior geográfico (ccTLD) para Yemen.